# Koyo Kouoh
Koyo Kouoh   (Douala, 24 de desembre de 1967 - Basilea, 10 de maig de 2025) va ser una comissària camerunesa-suïssa que va exercir com a directora executiva i comissària en cap del Museu Zeitz d'Art Contemporani Àfrica a Ciutat del Cap des del 2019 fins a la seva mort. El 2015, el New York Times la va descriure com a "una de les comissàries i gestores d'art més eminents d'Àfrica", i del 2014 al 2022, ArtReview la nomenava anualment una de les 100 persones més influents del món de l'art contemporani.
Kouoh es va criar al Camerun i més tard a Suïssa. De gran, es va traslladar a Dakar per desenvolupar una carrera artística, treballant com a comissària independent i fundant una residència d'artistes i un espai d'exposicions, la RAW Material Company. El 2019, va ser nomenada directora del recentment inaugurat Museu Zeitz d'Art Contemporani Àfrica. Va ser nomenada directora artística de la Biennal de Venècia de 2026 fins a la seva mort sobtada el maig de 2025.